# Volby do Zastupitelstva města Brna 1998
Volby do zastupitelstva města Brna v roce 1998 proběhly  v rámci obecních voleb v pátek 13. a v sobotu 14. listopadu. Brno mělo pouze jeden volební obvod, zvoleno bylo celkem 55 zastupitelů. Volilo 119 376 voličů, což představuje volební účast 39,12 % oprávněných voličů. 

## Výsledky hlasování
| Volební strana                                                | Počet hlasů | Hlasy v % | Mandáty | Bilance |
| ------------------------------------------------------------- | ----------- | --------- | ------- | ------- |
| Křesťanská a demokratická unie - Československá strana lidová | 794 773     | 13,06     | 7       | ▲ +2    |
| Strana zelených                                               | 126 942     | 2,09      | 1       | ▬ ±0    |
| Česká strana sociálně demokratická                            | 1 327 561   | 21,81     | 12      | ▲ +7    |
| Sdružení pro republiku - Republikánská strana Československa  | 61 974      | 1,02      | 1       | ▼ -2    |
| Romská občanská iniciativa ČR                                 | 9 698       | 0,16      | 0       | -       |
| Občanská demokratická aliance                                 | 142 645     | 2,34      | 1       | ▼ -6    |
| Strana za životní jistoty                                     | 53 203      | 0,87      | 0       | ▼ -2    |
| Komunistická strana Čech a Moravy                             | 676 349     | 11,11     | 6       | ▼ -1    |
| Občanská demokratická strana                                  | 1 745 738   | 28,68     | 16      | ▲ +2    |
| Demokratická unie                                             | 68 617      | 1,13      | 1       | ▼ -1    |
| Moravská demokratická strana                                  | 85 708      | 1,41      | 1       | ▼ -1    |
| Hnutí samosprávné Moravy a Slezska                            | 87 749      | 1,44      | 1       | ▼ -1    |
| Nezávislí                                                     | 76 888      | 1,26      | 1       | ▲ +1    |
| Živnostenská strana                                           | 20 377      | 0,33      | 0       | -       |
| Unie svobody                                                  | 590 603     | 9,70      | 5       | ▲ +5    |
| Hnutí za prosperitu Brna                                      | 89 699      | 1,47      | 1       | ▲ +1    |
| Koalice VRS, PB, SKS                                          | 20 522      | 0,34      | 0       | -       |
| Sdružení ČSNS, NK                                             | 31 841      | 0,52      | 0       | ▼ -1    |
| Sdružení Volba pro město (VPM), NK                            | 75 223      | 1,24      | 1       | ▲ +1    |
| celkem                                                        | 6 086 110   | 100       | 55      | ▬ ±0    |

## Složení zastupitelstva
| Koalice (31)                                                                                  | Koalice (31)                                                        | Koalice (31)           | Koalice (31) | Koalice (31) | Koalice (31) | Opozice (24)                                                                      | Opozice (24)                            | Opozice (24) | Opozice (24) | Opozice (24) | Opozice (24) | Opozice (24) | Opozice (24) |
| ODS · ODS · ODS · ODS · ODS · ODS · ODS · ODS · ODS · ODS · ODS · ODS · ODS · ODS · ODS · ODS | KDU-ČSL · KDU-ČSL · KDU-ČSL · KDU-ČSL · KDU-ČSL · KDU-ČSL · KDU-ČSL | US · US · US · US · US | ODA          | HPB          | DEU          | ČSSD · ČSSD · ČSSD · ČSSD · ČSSD · ČSSD · ČSSD · ČSSD · ČSSD · ČSSD · ČSSD · ČSSD | KSČM · KSČM · KSČM · KSČM · KSČM · KSČM | SZ           | HSMS         | MDS          | Nezávislí    | VPM          | SPR-RSČ      |

## Průběh volebního období
Po ustavujícím zasedání zastupitelstva vznikla koalice ODS, KDU-ČSL, Unie svobody a DEU. Ta se v roce 2000 rozpadla kvůli  sporům uvnitř Unie svobody, kterou v koalici poté nahradila ČSSD. Na její popud pak vznikla  nová funkce primátorova náměstka pro informační technologie, jímž se stal Vilém Buriánek. Na podzim roku 2000 se funkce náměstka primátora vzdal Milan Šimonovský (KDU-ČSL), který uspěl v senátních volbách. Na radnici ho nahradil jeho stranický kolega Rostislav Slavotínek. Rozpad unionistického klubu vyvolaly spory kolem radního Vítězslava Dostála, obviněného z vydírání. Menší personální změny postihly ale i nový unionistický klub zastupitelů, který vznikl následně. 